# سیارک ۱۰۶۵۰
سیارک ۱۰۶۵۰ (به انگلیسی: 10650 Houtman، نامگذاری:4110P-L) ده هزار و ششصد و پنجاهمین سیارک کشف شده‌است که در ۲۴ سپتامبر ۱۹۶۰ کشف شد.